# Code paysan
Les historiens désignent souvent par le seul nom de Code paysan l’ensemble des textes revendicatifs approuvés lors d’assemblées générales par les populations soulevées lors de la révolte des Bonnets rouges en Bretagne, en 1675, bien que ce ne soit que le nom attribué à celui qui est le plus connu. Ces codes évoquent par certains aspects les cahiers de doléances de 1789.

## Les différents textes
Ces textes peuvent être des programmes, des plaintes exprimant des revendications, mais également des codes que les insurgés essayent de faire approuver ou appliquer. Le plus abouti est le Code paysan des quatorze paroisses, établi le 2 juillet 1675, peut-être dans la chapelle Notre-Dame de Tréminou en Plomeur, mais il y en a eu d’autres.
- Le Code Pessovat (« ce qui est bon » : « ar pezh zo mat » en breton actuel) [2]
- Le Code breton
- Le Code quoyie [réf. souhaitée]

Il y a en tout huit codes connus, dont les contenus se recoupent souvent. On pense que d’autres codes, dont les plus avancés, ont été perdus.
La plupart de ces codes ont pour origine le sud-ouest de la Cornouaille. Ailleurs, il y a eu des transactions locales entre révoltés et seigneurs, devant notaire.

## Les contenus
Nombre de revendications sont communes à la plupart des codes, elles concernent le domaine fiscal, et, dans le domaine politique, la réaffirmation des libertés bretonnes. Un des codes parle du pouvoir de la communauté villageoise, ce qui est une idée nouvelle.
Dans le domaine fiscal, la mesure la plus importante est l'abolition de droit de champart [réf. souhaitée], ainsi que de la dîme [réf. souhaitée]. Le clergé sera payé pour son service, et seulement pour cela (article 9 du Code paysan).
« Que le droit de Champar Et de Corvée prétendu par les Gentilshommes sera aboly Comme une Tyrannie ennemie de La Liberté Armorique. (Article 4 du Code paysan) [réf. souhaitée] »
Autres points :
- fixation du prix du vin, et des taxes sur celui-ci (article 7 du Code paysan) ; réutilisation des fouages anciens pour la distribution de tabac aux habitants (article 8) ;
- revendication d'une justice gratuite, et qui soit exercée par des gens capables (article 10) ;
- mariages entre nobles et roturiers et, si c'est la femme qui est noble, qu'elle ait le droit de choisir son époux (article 5 du Code paysan) ;
- interdiction de la chasse, entre le 1er mars et la mi-septembre (article 11).